# شوان پرور
شوان پرور (به کردی: Şivan Perwer/شڤان په‌روه‌ر/شوان په‌روه‌ر) (زادهٔ ۲۳ دسامبر ۱۹۵۵ در شهر سیورک ، در استان شانلی‌اورفه ترکیه، میان شهرهای دیاربکر و شانلی‌اورفه، از خوانندگان کردستان است.  ترانه‌های وی اکثراً حماسی است.
وی فعالیت هنری خود را از سال ۱۹۷۵ شروع کرد و تا سال ۲۰۰۲ بیش از ۲۲ اثر خلق نمود. یکی از آخرین آثار وی به نام Men bira te kirya از طرف آکادمی آرل کرو (Harles Cros) موفق به دریافت بزرگترین جایزهٔ هنری از ژاک شیراک، رئیس جمهور وقتِ فرانسه شد. بهترین آثار شوان پرور بین سال‌های ۱۹۷۰ تا ۱۹۸۰ عرضه شد؛ ولی بعدها، علی‌رغم فعالیت‌های هنری، به دلیل بیماری حنجره، کیفیت صدای خویش را از دست داد. در طول دوران اوج محبوبیت، سیاستمداران رده‌بالای کشورهای خاورمیانه، که به گونه‌ای با مسئلهٔ کردستان دست در گریبان بودند، به دلیل تحریک احساسات جوانانِ کرد جهت مبارزهٔ مسلحانه، از وی با تنفر یاد می‌کردند. پس از اصلاحات سیاسی ترکیه، اعطای آزادی‌های نسبی به کردهای ترکیه، رجب طیب اردوغان وی را جزء شخصیت‌های تاریخی ترکیه می‌داند. او از سال ۱۹۷۵ تاکنون در آلمان به سر می‌بَرد.
شوان از اسطوره‌های موسیقی و از شخصیت‌های ملی کُردهاست. تعداد بسیار زیادی از جوانان کرد، با الهام‌گرفتن از او و به عشق او دیوان (سازی که شوان پرور با آن می‌نوازد و تا حدودی شبیه تار و تنبور است) دارند و آن را به‌زیبایی می‌نوازند. شوان قبل از آنکه فعالیت خود در موسیقی حماسی به زبان کردی را شروع کند، در ترکیه به زبان ترکی موسیقی سنتی ترکیه آواز می‌خوانده و به «عاشق چوبان» مشهور بوده‌است.
اردوغان در یکی از سخنرانی‌هایش به شوان پرور، که از سال ۱۹۷۵ ترکیه را ترک کرده بود، خوشامد گفته و از این‌که حسرت طولانیِ شوان برای بازگشت به وطن اتمام یافته، احساس شادی و مسرت نمود.

## آثار
- Govenda Azadixwazan (۱۹۷۵)
- kunk çıma tı lımej maki
- Ey Ferat (۱۹۷۸)
- Kine Em (۱۹۷۹)
- Hay Dil (۱۹۸۰)
- Gele Min Rabe (۱۹۸۱)
- Agiri (۱۹۸۲)
- Bilbilo / Ferzê (۱۹۸۳)
- Dotmam (۱۹۸۵)
- Lê Dîlberê (۱۹۸۶)
- Ya Star (۱۹۹۵)
- Naze (۱۹۹۶)
- Heviya Te (۱۹۹۹)
- Roj û Heyv (۲۰۰۰)
- Sarê (۲۰۰۱)
- Helbestên bijartî yên 1 /Kirîvê (۲۰۰۲)
- Helbestên bijartî yên 2/Klasîk (۲۰۰۳)
- Helbesten Bijarti yên ۳ (۲۰۰۴)
- Min bêriya te kiriye (۲۰۰۴)